# Nivaldo Lourenço da Silva
Nivaldo Lourenço da Silva (født 28. september 1975) er en tidligere brasiliansk fodboldspiller.